# Glaukoma
Glaukoma est un groupe musical espagnol, originaire de Tolosa, dans le Guipuscoa. Ses cinq membres, originaires de Tolosa, Saint-Sébastien et Irun, sont bilingues et chantent en basque et en espagnol.

## Histoire
Le groupe est basé au Gaztetxe Bonberenea (Tolosa) depuis ses débuts et c'est dans cette maison qu'ils ont enregistré, avec Karlos Osinaga, tout leur répertoire jusqu'en 2017. Conformément à leur philosophie d'autogestion, ils ne gagnent pas d'argent avec la musique, ceci étant une forme de militantisme, et chaque membre a donc son propre travail en dehors du groupe. Le groupe, ainsi que la plupart des militants actifs du collectif à l'époque, ont quitté Bonberenea à l'automne 2017 parce qu'ils n'étaient pas d'accord avec l'organisation interne et le manque de démocratie.
Après deux ans de scène et avoir collaboré à la compilation Sputnik 11, ils sortent leur premier album en mars 2012, intitulé Vol. 1. Aux formats CD et LP, les principaux genres musicaux des 7 titres sont le reggae et le rap, mélangés à du roots, du dancehall et du raggamuffin.
En 2013, ils sortent leur deuxième album, Vol. 2. Ils incluent dans leur répertoire des rythmes tels que drum and bass, des sons de pédales, des distorsions et des delays. Glaukoma passe un an en tournée en 2014, donnant plus de soixante concerts. En 2015, ils participent avec le groupe Bad Sound System à un projet intitulé Sua Zaintzen. La même année, ils proposent une tournée collaborative de sept concerts. Glaukoma commence à essayer de nouveaux rythmes et textures et entre 2015 et 2016, en plus du projet avec Bad Sound System, ils travaillent sur leur troisième album,.
En juillet 2017, Glaukoma participe au festival de musique Hatortxu Rock dans le village de Lakuntza, où ils interprètent le titre Emaionk, inclus dans l'album Bonberenea de la même année. Un mois plus tard, le 31 août 2017, ils sortent l'album Kalima, composé de 13 chansons et d'un interlude, reprenant respectivement les titres de leurs albums précédents,,.
Depuis la sortie de Kalima, Glaukoma entame une tournée qui le conduit dans des villes comme Bilbao, Pampelune, Madrid, Saragosse et Salamanque, ainsi que dans divers festivals comme Hatortxu Rock à Villava, Revenidas à Villajuán de Arosa, et EH Sona à Barcelone,.

## Style et influences
Ils ne se considèrent pas comme des gangstas ou des rastas, et rejettent les clichés et les stéréotypes que l'on retrouve dans certains styles musicaux. La troisième œuvre de Glaukoma, Kalima, comporte des morceaux qui mélangent le rap avec le reggae, le raggamuffin, le dancehall ou la pop. Il comprend également un fado, D.Q.E.M, bien qu'il n'ait pas la forme de ce type de chanson, ils le considèrent comme tel en raison de la façon dont ils expriment les émotions.
Ses racines peuvent être trouvées dans des chansons qui comparent le style dancehall et trikitixa et dans des morceaux comme Recreation qui montre les diverses influences musicales du groupe. Le groupe considère Bad Sound System comme une référence, également dans la manière de comprendre la musique. Bien que Glaukoma soit un groupe, il se sent proche de la culture sound system. Le chanteur et parolier, Juantxo Arakama, écrit ses propres chansons. Dans des chansons comme Recreation de l'album Kalima ou Al Beat de Hits du Vol. 2, certaines lignes sont écrites et chantées par le guitariste Iker Pando. Bien qu'ils composent tous ensemble, en tant que groupe de rock, le hip-hop et le reggae ont toujours été leurs piliers, et entre les deux se trouve le style qui les représente le plus : raggamuffin.

## Discographie
- 2012 : Vol. 1
- 2013 : Vol. 2
- 2015 : Sua Zaintzen
- 2017 : Kalima